# Zelfportret van Rembrandt (Wallace Collection)
Zelfportret is een schilderij van Rembrandt of zijn atelier in de Wallace Collectie in Londen.

## Voorstelling

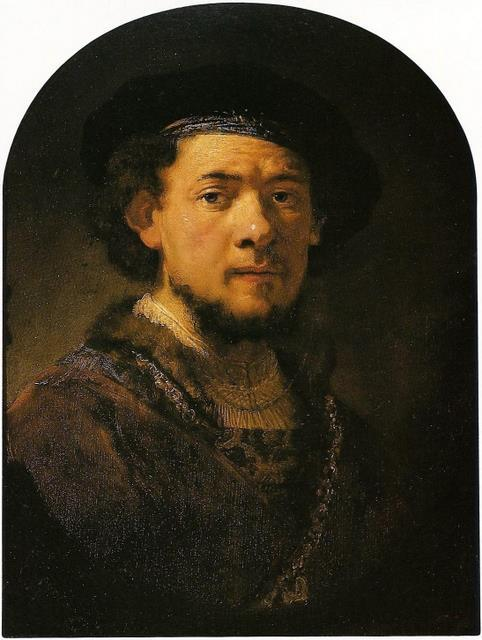
‘Zelfportret’. 1635. São Paulo, Museu de Arte de São Paulo.

Het stelt de schilder Rembrandt voor met baret, bontkraag en twee gouden kettingen. Hij kijkt de toeschouwer aan terwijl hij zijn hand op zijn borst geklemd houdt.
Het werk is verwant aan een portret van Rembrandt in het Museu de Arte de São Paulo, dat in de kunsthistorische literatuur afwisselend aan Rembrandt en aan Govert Flinck wordt toegeschreven.

## Toeschrijving en datering
Het schilderij werd in 1848 door Richard Seymour-Conway – de grondlegger van de Wallace Collection – gekocht als zelfportret van Rembrandt. Vroege Rembrandt-auteurs als Cornelis Hofstede de Groot, Abraham Bredius en Kurt Bauch schreven het toe aan Rembrandt. Horst Gerson was de eerste die twijfelde, gevolgd door Christian Tümpel, die het zag als het werk van een leerling. In A corpus of Rembrandt paintings (redactie Ernst van de Wetering) staat het vermeld als waarschijnlijk atelier van Rembrandt.
Het werk is inmiddels wetenschappelijk onderzocht. Hieruit blijkt dat het portret geschilderd is over een onvoltooid vrouwenportret. Ook is het paneel afkomstig van dezelfde boom als het Zelfportret met baret uit 1634 in de Gemäldegalerie in Berlijn, dat in de literatuur unaniem aan Rembrandt wordt toegeschreven. In de catalogus van de tentoonstelling Rembrandt zelf in Londen en Den Haag wordt het toegeschreven aan Rembrandt en/of atelier.
De uitvoering van het werk sluit nauw aan bij dat van het schilderij De Poolse edelman uit 1637 in de National Gallery of Art in Washington. Het portret in Londen moet dus omstreeks dezelfde tijd ontstaan zijn.

## Herkomst
Het werk is afkomstig uit de verzameling van François de Robiano, wiens boedelveiling op 1 mei 1837 plaatsvond bij veilinghuis Barbé in Brussel. Later was het in het bezit van kunsthandelaar Nieuwenhuys. Op 5 mei 1848 werd het gekocht door Richard Seymour-Conway tijdens de verkoping van de collectie Périer bij veilinghuis Christie's in Loden. Na zijn dood in 1870 liet Seymour-Conway zijn huis en kunstverzameling na aan zijn buitenechtelijke zoon, Richard Wallace, wiens weduwe het in 1897 naliet aan de Britse staat.